# Jean Baptiste McLoughlin
Pour les articles homonymes, voir McLoughlin.
Jean Baptiste McLoughlin, surnommé John par les anglophones, (19 octobre 1784, Rivière-du-Loup – 3 septembre 1857, Oregon City), commerçant en fourrures, est un des fondateurs de l'Oregon. 

## Biographie
Ce catholique francophone ayant des racines françaises et irlandaises a commencé à étudier la médecine avec Sir James Fisher au Québec. En 1803, il obtient le diplôme lui permettant de pratiquer la médecine. Il est ensuite embauché comme médecin par la Compagnie du Nord-Ouest à Fort William, actuellement la ville de Thunder Bay (Ontario). Il y épouse en 1812 Marguerite Waddens MacKay. En 1814, il devient un partenaire de cette compagnie. Il joue alors un rôle important dans les négociations menant à la fusion de la compagnie avec la Compagnie de la Baie d'Hudson en 1821.
En 1824, McLoughlin est nommé chef de la section de la côte ouest, plus précisément dans l'Oregon Country, juste entre la Californie espagnole et l'Alaska russe. Il prend en charge le poste de fort George, anciennement Astoria) sur les rives du Pacifique. En mars 1825, un poste est ouvert à l'embouchure de la rivière Willamette. Sous l'activité de McLaughlin, le district devint très rentable.
Il fonde également la ville de Vancouver (Washington), maintenant une ville de banlieue de Portland (Oregon), pour remplacer un fort administré par les Anglais et les Américains, qui n'était pas assez rentable. Il y mène des affaires prospères et se fait aider par notamment Peter Skeene Ogden qui s'occupe des convois entre la baie James et l’Oregon, Michel Laframboise, qui s'occupe du nord de la Californie, et James Douglas qui fondera plus tard la ville de Victoria en Colombie-Britannique.
Il entre en conflit avec le gouverneur de la Compagnie de la Baie d’Hudson George Simpson, dont il ne partage pas les vues. Discrédité, McLoughlin est sommé de se rendre au siège social à Londres. Mais sa prestance et son éloquence renversent la vapeur et il revient en Oregon renforcé dans ses pouvoirs. Mais Simpson prend sa revanche. En 1841, tous les postes de traite terrestres sont abolis au profit des convois maritimes. En 1845, John McLoughlin remet sa démission, incapable de s'entendre avec Simpson. Dès lors, il va de déconfiture en déconfiture, se voyant même spolié de ses biens et de ses propriétés.
Cet altruiste, fidèle chef de famille, devient néanmoins maire de la ville d'Oregon City en 1851, accueillant les missions catholiques de la Société de l'Océanie en terre protestante et anglophone tout comme les milliers de migrants ayant traversé les États-Unis à la recherche de terres vierges.
Il meurt le 3 septembre 1857.
Il est considéré comme le père de l'Oregon, et un volcan porte son nom, le mont McLoughlin.